# Дуб Довбуша
Дуб До́вбуша — вікове дерево, ботанічна пам'ятка природи місцевого значення в Україні. Зростає поблизу села Мишків Чортківського району Тернопільської області, в кв. 16, вид. 7, Заліщицького лісництва Чортківського держлісгоспу, в межах лісового урочища «Дача Турин». 
Площа — 0,03 га. Оголошений об'єктом природно-заповідного фонду рішенням виконкому Тернопільської обласної ради від 17 листопада 1969 року № 747. Перебуває у віданні ДЛГО «Тернопільліс». 
Під охороною — дуб черещатий віком понад 400 років та діаметром 165 см. Цінний у історичному, науково-пізнавальному та естетичному значеннях.